# Realize/Take a Chance
「realize／Take a Chance」（リアライズ／テイク ア チャンス）は、melody.の6thシングル。2005年8月17日発売。

## 概要
- 前作から7ヶ月ぶりのシングル。「Simple As That／Over The Rainbow」以来、自身2枚目の両A面シングルとなる。
- 「realize」の歌詞はドラマ『ドラゴン桜』の書き下ろしで、melody.が原作のマンガを読んだり、ドラマのストーリーなどを頭に入れてから制作にとりかかった[1]。応援歌となっており、自分が音楽界に入る前のことを考えながら歌詞を書いた[1]。これまでは詞を書いてレコーディング終了後にタイトルを決めていたが、今回はタイトルがまず出てきていつもとは逆の作業だった[1]。
- ミュージック・ビデオは中田島砂丘にて撮影。
- 「Take a Chance」の歌詞も過去の経験を元にかかれたものである[1]。
- ドラマの反響により、シングルとしては初のオリコンTOP10入り、初動売上もシングルとしては自身初めて1万枚を超える、また自己累計売上も大幅に更新するなどヒットを記録した[2]。

## 収録曲
（全作詞：melody.、MIZUE）
1. realize（3:45）
  - 作曲：小高光太郎／編曲：河野圭
2. Take a Chance（4:23）
  - 作曲：原一博／編曲：河野圭
3. Next to You（FREDISCO remix）（5:44）
  - リミキサー：FREDO
4. realize（instrumental）（3:45）
5. Take a Chance（instrumental）（4:23）

## タイアップ
realize
- TBS系ドラマ『ドラゴン桜』主題歌
- エムティーアイ「music.jp」CMソング

Take a Chance
- NECインターネットプロバイダー「BIGLOBEネットスパイス」CMソング